# Campeonato Europeo de Hockey sobre Hierba Masculino de 1987
El V Campeonato Europeo de Hockey sobre Hierba Masculino se celebró en Moscú (Unión Soviética), entre el 20 de agosto y el 30 de agosto de 1987, bajo la organización de la Federación Europea de Hockey (EHF).

## Grupos
| Grupo A      | Grupo B             |
| ------------ | ------------------- |
| Bélgica      | Alemania Occidental |
| Escocia      | Francia             |
| España       | Gales               |
| Inglaterra   | Irlanda             |
| Italia       | Polonia             |
| Países Bajos | Unión Soviética     |

## Fase preliminar

### Grupo A
| Equipo       | J | G | E | P | GF | GC | DG  | PTS |
| ------------ | - | - | - | - | -- | -- | --- | --- |
| Inglaterra   | 5 | 5 | 0 | 0 | 21 | 1  | +20 | 10  |
| Países Bajos | 5 | 4 | 0 | 1 | 18 | 3  | +15 | 8   |
| España       | 5 | 2 | 1 | 2 | 15 | 7  | +8  | 5   |
| Escocia      | 5 | 1 | 2 | 2 | 5  | 13 | -8  | 4   |
| Bélgica      | 5 | 1 | 1 | 3 | 10 | 17 | -7  | 3   |
| Italia       | 5 | 0 | 0 | 5 | 3  | 31 | -28 | 0   |

- Encuentros disputados

| Fecha    | Partido      | Partido | Partido      | Resultado |
| -------- | ------------ | ------- | ------------ | --------- |
| 20.08.87 | Países Bajos | -       | Escocia      | 4 - 0     |
| 20.08.87 | España       | -       | Bélgica      | 2 - 1     |
| 20.08.87 | Inglaterra   | -       | Italia       | 7 - 0     |
| 21.08.87 | Escocia      | -       | Italia       | 1 - 0     |
| 21.08.87 | Bélgica      | -       | Inglaterra   | 1 - 4     |
| 21.08.87 | Países Bajos | -       | España       | 1 - 0     |
| 23.08.87 | España       | -       | Italia       | 11 - 0    |
| 23.08.87 | Inglaterra   | -       | Escocia      | 5 - 0     |
| 23.08.87 | Países Bajos | -       | Bélgica      | 6 - 1     |
| 24.08.87 | Escocia      | -       | Bélgica      | 2 - 2     |
| 24.08.87 | Italia       | -       | Países Bajos | 0 - 7     |
| 24.08.87 | España       | -       | Inglaterra   | 0 - 3     |
| 26.08.87 | Bélgica      | -       | Italia       | 5 - 3     |
| 26.08.87 | España       | -       | Escocia      | 2 - 2     |
| 26.08.87 | Inglaterra   | -       | Países Bajos | 2 - 0     |

### Grupo B
| Equipo              | J | G | E | P | GF | GC | DG  | PTS |
| ------------------- | - | - | - | - | -- | -- | --- | --- |
| Alemania Occidental | 5 | 5 | 0 | 0 | 16 | 3  | +13 | 10  |
| Unión Soviética     | 5 | 3 | 1 | 1 | 8  | 3  | +5  | 7   |
| Irlanda             | 5 | 3 | 1 | 1 | 9  | 8  | +1  | 7   |
| Polonia             | 5 | 2 | 0 | 3 | 10 | 12 | -2  | 4   |
| Gales               | 5 | 0 | 1 | 4 | 5  | 12 | -7  | 1   |
| Francia             | 5 | 0 | 1 | 4 | 2  | 12 | -10 | 1   |

- Encuentros disputados

| Fecha    | Partido             | Partido | Partido             | Resultado |
| -------- | ------------------- | ------- | ------------------- | --------- |
| 20.08.87 | Alemania Occidental | -       | Irlanda             | 4 - 0     |
| 20.08.87 | Francia             | -       | Polonia             | 1 - 3     |
| 20.08.87 | Unión Soviética     | -       | Gales               | 2 - 0     |
| ??.08.87 | Alemania Occidental | -       | Polonia             | 4 - 2     |
| ??.08.87 | Gales               | -       | Francia             | 1 - 1     |
| ??.08.87 | Unión Soviética     | -       | Irlanda             | 1 - 1     |
| 23.08.87 | Alemania Occidental | -       | Gales               | 3 - 1     |
| 23.08.87 | Polonia             | -       | Irlanda             | 1 - 3     |
| 23.08.87 | Unión Soviética     | -       | Francia             | 2 - 0     |
| 25.08.87 | Gales               | -       | Irlanda             | 2 - 3     |
| 25.08.87 | Alemania Occidental | -       | Francia             | 4 - 0     |
| 25.08.87 | Unión Soviética     | -       | Polonia             | 3 - 1     |
| 26.08.87 | Francia             | -       | Irlanda             | 0 - 2     |
| 26.08.87 | Polonia             | -       | Gales               | 3 - 1     |
| 26.08.87 | Unión Soviética     | -       | Alemania Occidental | 0 - 1     |

## Fase final
|  | Semifinales         | Semifinales   |      |                 | Final               | Final |  |
|  |                     |               |      |                 |                     |       |  |
|  |                     |               |      |                 |                     |       |  |
|  | 28 / 8 / 1987       |               |      |                 |                     |       |  |
|  | Inglaterra          | 2             |      |                 |                     |       |  |
|  | Unión Soviética     | 0             |      |                 |                     |       |  |
|  |                     |               |      |                 |                     |       |  |
|  |                     |               |      |                 | 30 / 8 / 1987       |       |  |
|  |                     |               |      |                 | Inglaterra          | 1(1)  |  |
|  |                     | Países Bajos  | 1(4) |                 |                     |       |  |
|  |                     |               |      |                 |                     |       |  |
|  |                     |               |      |                 |                     |       |  |
|  |                     |               |      |                 | Tercer lugar        |       |  |
|  | 28 / 8 / 1987       | 28 / 8 / 1987 |      | 30 / 8 / 1987   | 30 / 8 / 1987       |       |  |
|  | Alemania Occidental | 1             |      | Unión Soviética | 2                   |       |  |
|  | Países Bajos        | 2             |      |                 | Alemania Occidental | 3     |  |

### Puestos 9.º a 12.º
| Fecha    | Partido | Partido | Partido | Resultado             |
| -------- | ------- | ------- | ------- | --------------------- |
| 28.08.87 | Bélgica | -       | Francia | 4 - 4 12-11 (t. pen.) |
| 28.08.87 | Gales   | -       | Italia  | 1 - 2                 |

### Puestos 5.º a 8.º
| Fecha    | Partido | Partido | Partido | Resultado |
| -------- | ------- | ------- | ------- | --------- |
| 28.08.87 | España  | -       | Polonia | 0-2       |
| 28.08.87 | Irlanda | -       | Escocia | 3-2       |

### Semifinales
| Fecha    | Partido             | Partido | Partido         | Resultado |
| -------- | ------------------- | ------- | --------------- | --------- |
| 28.08.87 | Inglaterra          | -       | Unión Soviética | 2-0       |
| 28.08.87 | Alemania Occidental | -       | Países Bajos    | 1-2       |

### Undécimo Puesto
| Fecha    | Partido | Partido | Partido | Resultado |
| -------- | ------- | ------- | ------- | --------- |
| 29.08.87 | Francia | -       | Gales   | 1-0       |

### Noveno Puesto
| Fecha    | Partido | Partido | Partido | Resultado         |
| -------- | ------- | ------- | ------- | ----------------- |
| 29.08.87 | Bélgica | -       | Italia  | 1-1 7-8 (t. pen.) |

### Séptimo Puesto
| Fecha    | Partido | Partido | Partido | Resultado         |
| -------- | ------- | ------- | ------- | ----------------- |
| 29.08.87 | España  | -       | Escocia | 3-3 6-5 (t. pen.) |

### Quinto Puesto
| Fecha    | Partido | Partido | Partido | Resultado |
| -------- | ------- | ------- | ------- | --------- |
| 29.08.87 | Polonia | -       | Irlanda | 2-1       |

### Tercer Puesto
| Fecha    | Partido         | Partido | Partido             | Resultado |
| -------- | --------------- | ------- | ------------------- | --------- |
| 30.08.87 | Unión Soviética | -       | Alemania Occidental | 2-3       |

### Final
| Fecha    | Partido    | Partido | Partido      | Resultado         |
| -------- | ---------- | ------- | ------------ | ----------------- |
| 30.08.87 | Inglaterra | -       | Países Bajos | 1-1 1-4 (t. pen.) |

## Medallero
|              |            |                     |
| Países Bajos | Inglaterra | Alemania Occidental |

## Estadísticas

### Clasificación general
| 1. Países Bajos        |
| 2. Inglaterra          |
| 3. Alemania Occidental |
| 4. Unión Soviética     |
| 5. Polonia             |
| 6. Irlanda             |
| 7. España              |
| 8. Escocia             |
| 9. Italia              |
| 10. Bélgica            |
| 11. Francia            |
| 12. Gales              |